# Diocesi di Elenopoli di Bitinia
La diocesi di Elenopoli di Bitinia (in latino Dioecesis Helenopolitana in Bithynia) è una sede soppressa del patriarcato di Costantinopoli e una sede titolare della Chiesa cattolica.

## Storia
Elenopoli di Bitinia, identificabile con il villaggio di Hersek (provincia di Yalova) nell'odierna Turchia, è un'antica sede vescovile della provincia romana di Bitinia nella diocesi civile del Ponto. Faceva parte del patriarcato di Costantinopoli ed era suffraganea dell'arcidiocesi di Nicomedia. La sede è documentata nelle Notitiae Episcopatuum del patriarcato fino al XII secolo.
Le Quien indica come primo vescovo di Elenopoli di Bitinia Macrino, che fu tra i padri del primo concilio ecumenico celebrato a Nicea nel 325; tuttavia nell'Index patrum Nicaenorum restitutus di Heinrich Gelzer, l'unico Macrino presente al concilio era vescovo di Jamnia in Palestina, e non di Elenopoli.
Verso il 400 la sede era occupata da Palladio, autore ecclesiastico, che intervenne in difesa di Giovanni Crisostomo, caduto in disgrazia presso l'imperatore; questo gli valse l'esilio nella Tebaide in Egitto; ritornato dall'esilio verso il 412, gli fu assegnata la sede episcopale di Aspona. Mentre Palladio era in esilio, fu nominato vescovo di Elenopoli Alessandro, che in seguito, secondo la testimonianza dello storico Socrate Scolastico, venne trasferito alla diocesi di Adriani. Il vescovo Leonzio prese parte al concilio di Costantinopoli riunito dal patriarca Mena e celebrato nei mesi di maggio e giugno del 536, durante il quale furono condannati Severo di Antiochia e i suoi sostenitori, l'ex patriarca Antimo, il monaco siriano Zoora e Pietro di Apamea.
Teodoro fu tra i padri del concilio di Costantinopoli del 553. Un altro vescovo di nome Leonzio figura tra i padri del concilio di Costantinopoli del 680. Giovanni era presente al concilio in Trullo del 692. Davide assistette al secondo concilio di Nicea nel 787. Un anonimo vescovo di Elenopoli fu il destinatario, nella prima metà del IX secolo, di una lettera di Ignazio di Nicea. Leone partecipò al concilio di Costantinopoli dell'879-880 che riabilitò il patriarca Fozio. Infine la sigillografia ha restituito il nome del vescovo Sineto, vissuto all'incirca nel IX secolo.
Come molte altre diocesi bizantine dell'Asia minore, anche la diocesi di Elenopoli di Bitinia scomparve in seguito all'occupazione ottomana della regione nel corso del XIV secolo.
Dal XV secolo Elenopoli di Bitinia è annoverata tra le sedi vescovili titolari della Chiesa cattolica; la sede è vacante dal 6 febbraio 1967. Il suo ultimo titolare è stato Wojciech Tomaka, vescovo ausiliare di Przemyśl in Polonia.

## Cronotassi

### Vescovi greci
- Palladio † (circa 400 - 406 deposto)
- Alessandro † (circa 406 - dopo il 417 eletto vescovo di Adriani)
- Leonzio I † (menzionato nel 536)
- Teodoro † (menzionato nel 553)
- Leonzio II † (prima del 680 - dopo il 681)
- Giovanni † (menzionato nel 692)
- Davide † (menzionato nel 787)
- Anonimo † (prima metà del IX secolo)
- Sineto † (prima metà del IX secolo)
- Leone † (menzionato nell'879)

### Vescovi titolari
- Paul Antoine de Fay † (21 ottobre 1613 - 1624 succeduto vescovo di Uzès)
- Jean Louis Berthier † (19 settembre 1616 - 1620 succeduto vescovo di Rieux)[11]
- Giuseppe Eusanio, O.S.A. † (2 dicembre 1669 - 2 maggio 1672 nominato vescovo titolare di Porfireone)
- Philip Thomas Howard di Norfolk, O.P. † (16 maggio 1672 - 23 marzo 1676 nominato cardinale presbitero di Santa Cecilia)
- Johannes Schmitzberger, O.S.B. † (18 dicembre 1673 - 28 agosto 1683 deceduto)
- Leopold Heinrich Wilhelm von Schorror † (15 dicembre 1728 - 9 settembre 1753 deceduto)
- Filippo Scarola † (20 luglio 1801 - ? deceduto)
- Giuseppe Amorelli † (10 marzo 1823 - 20 dicembre 1824 nominato vescovo di Siracusa)
- Bonaventura Zabberoni, O.F.M.Conv. † (19 luglio 1825 - 30 luglio 1826 deceduto)
- Beato Giovanni Nepomuceno de Tschiderer † (24 febbraio 1832 - 19 dicembre 1834 nominato vescovo di Trento)
- Anton Alois Buchmayer † (6 aprile 1835 - 30 gennaio 1843 confermato vescovo di Sankt Pölten)
- Jan Kanty Dąbrowski † (19 giugno 1843 - 4 aprile 1853 deceduto)
- Francesco Antonio Maiorsini † (30 novembre 1854 - 20 giugno 1859 nominato vescovo di Lacedonia)
- Pierre-Julien Pichon, M.E.P. † (24 gennaio 1860 - 12 marzo 1871 deceduto)
- Aleksander Kazimierz Gintowt Dziewałtowski † (23 febbraio 1872 - 15 marzo 1883 nominato arcivescovo di Mahilëŭ)
- Flaviano Simoneschi † (9 agosto 1883 - 13 gennaio 1889 deceduto)
- Augusto Berlucca † (24 maggio 1889 - 1º agosto 1896 deceduto)
- Antonio Maria Cesareo † (7 novembre 1896 - 20 febbraio 1907 deceduto)
- Roko Franjo Vučić † (5 settembre 1907 - 24 maggio 1910 nominato vescovo di Segna-Modruš)
- Johann Baptist von Neudecker † (8 marzo 1911 - 15 ottobre 1926 deceduto)
- Honoré-Joseph Coppieters † (28 gennaio 1927 - 17 maggio 1927 succeduto vescovo di Gand)
- Michel-Thomas Labrecque † (11 novembre 1927 - 3 giugno 1932 deceduto)
- Giovanni Battista Ressia † (4 luglio 1932 - 6 settembre 1933 deceduto)
- Wojciech Tomaka † (25 novembre 1933 - 6 febbraio 1967 deceduto)